# إليانور كالفيرت
إليانور كالفيرت (بالإنجليزية: Eleanor Calvert) (و. 1758 – 1811 م)هي نجمة اجتماعية من الولايات المتحدة الأمريكية . ولدت في أبر مارلبورو .